# Gravat al burí

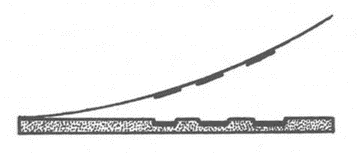
Talla dolça o intaglio.

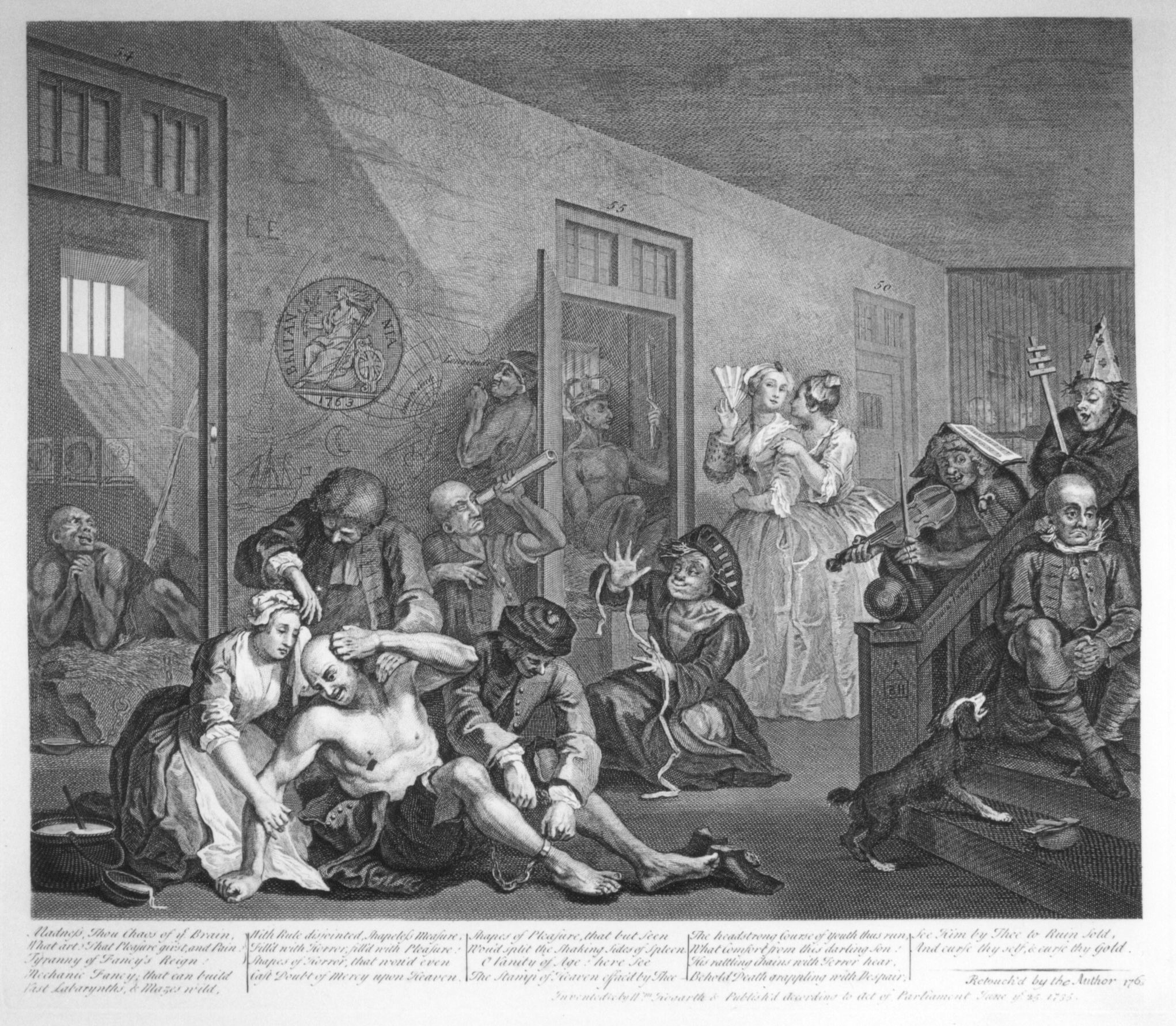
L'interior de Bedlam de William Hogarth.

El gravat al burí, talla dolça o intaglio, és una tècnica de gravat en relleu en la qual es dibuixa sobre una planxa de metall excavant línies sobre una matriu ajudant-exclusivament d'un burí; eina composta d'un mànec en el que, en el seu extrem, s'ha subjectat una peça allargada, de metall, amb forma de cilindre a què se li han excavat dues cares que es tallen en una aresta i s'han afilat en bisell. Més que una tècnica, és una manera d'entendre el gravat calcogràfic, pròpia dels segles XVII i XVIII a Europa.

## Procés
Aquesta tècnica, en funció de la col·locació i gruix de les línies, permet a l'artista aconseguir imatges de gran detall, densament delineades, o imatges imprecises i lleugeres.
Tècnica que requereix molta experiència. El gravador solca la planxa amb el burí i la matriu no es deforma sinó que el material és literalment extret en forma de fil. Quan la imatge està ja dibuixada a la planxa, s'aplica en tota la matriu una tinta greixosa amb el corró, procurant que la tinta penetri bé en totes les ranures. A continuació es neteja amb cura la superfície de la planxa deixant únicament la tinta de les esquerdes. Es col·loca després la matriu en la platina del tòrcul; damunt d'ella un paper humit, i damunt d'aquest unes capes de feltre. Sota la pressió dels cilindres del tòrcul la imatge queda estampada en el paper.

## Descripció

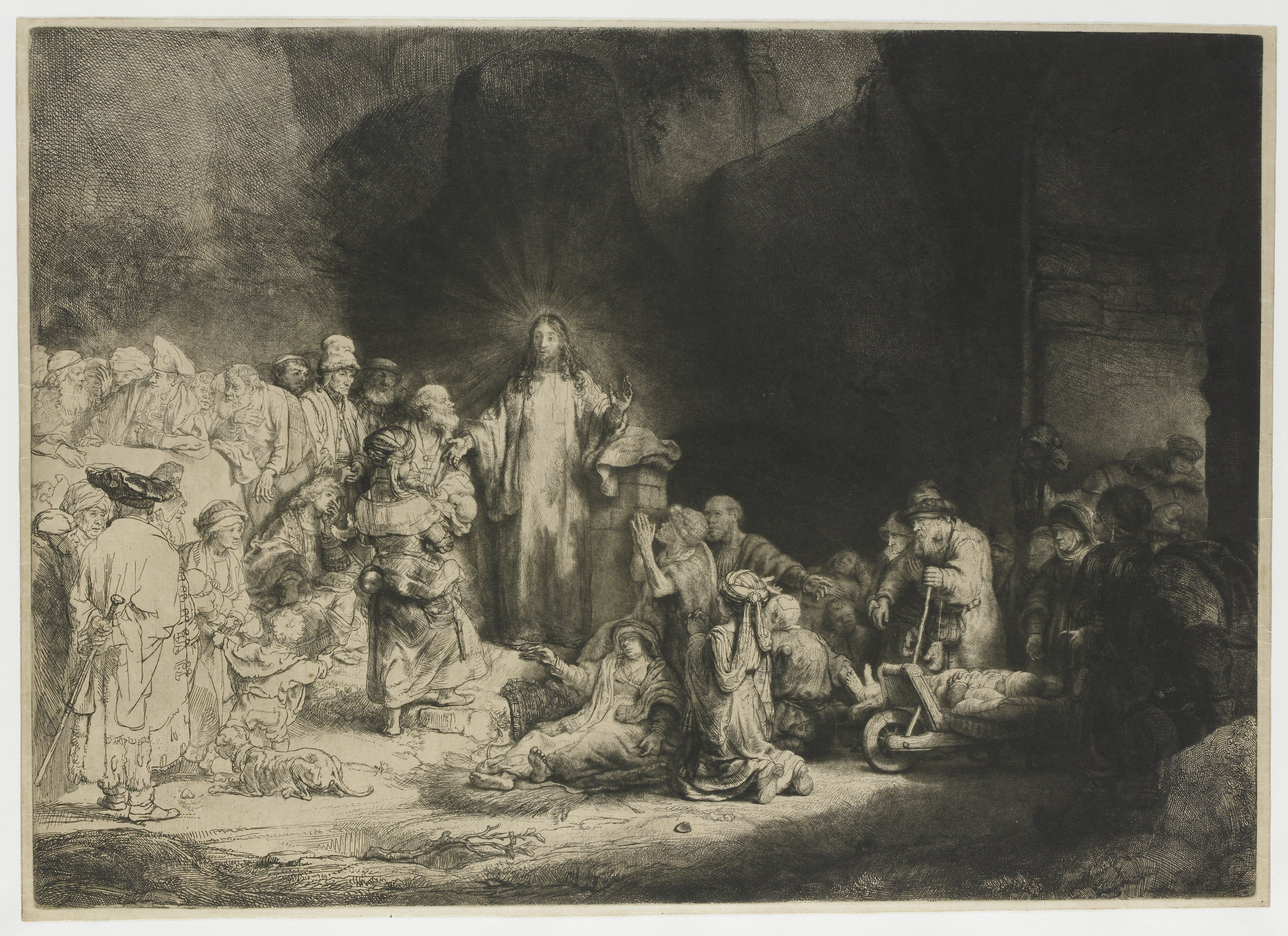
Gravat a punta seca de Rembrandt.

El burí recorda en la seva forma a un arada, i el gravador l'utilitza d'una manera semblant; fent solcs sobre la planxa, de manera que com més gran és la pressió que exerceix, aconsegueix realitzar una incisió més profunda sobre ella, el que provocarà que s'allotgi després una major quantitat de tinta. Els solcs produïts pel burí retindran la tinta que posteriorment passarà al paper durant la impressió mitjançant en el tòrcul o premsa.
Es diferencia del gravat de punta seca en què allò que reté la tinta és un solc, no una rebava com en el cas del fet a punta seca, de manera que la durada de la planxa és més gran. A més a més les qualitats que produeix són diferents, les línies són més nítides i modulades.
Es parteix d'un gravat a l'aiguafort matisant-després amb burí per obtenir tons amb exquisides modulacions incidint més o menys profundament sobre els traços d'aiguafort. És una tècnica summament treballosa, que exigeix una perfecta planificació i un llarg ofici per obtenir resultats professionals.
Les estampes realitzades segons la talla dolça tenen un aspecte característic, que en bona part prové de la utilització més o menys ortodoxa de la teoria dels traços, que permetia traduir cada to de gris d'un dibuix o cada color d'un quadre copiat amb sorprenent delicadesa creuant línies en angles normalitzats. Entre els gravats realitzats pels tallers professionals de llavors destaquen sobretot les còpies de quadres de col·leccions, com les magnífiques còpies de Velázquez que es poden trobar a la Calcografía Nacional d'Espanya.
Es pot reconèixer un gravat de talla dolça per la seva típica textura de rombes, un aspecte polit i treballat i per la modulació dels traços en veure l'estampa molt augmentada.
Avui dia aquesta tècnica ha caigut en desús, tot i que s'utilitza a el menys el seu aspecte gràfic per realitzar els originals dels bitllets de banc, en els quals els dibuixos es formen a força de milers de línies creuades i amb gruixos modulats.

## Galeria

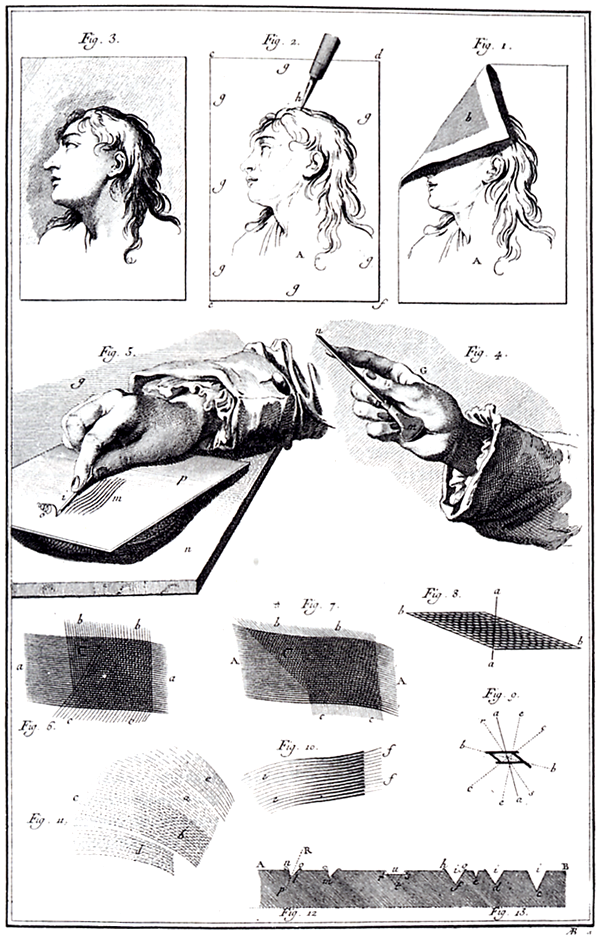
Il·lustració de l'enciclopèdia on es mostra la tècnica
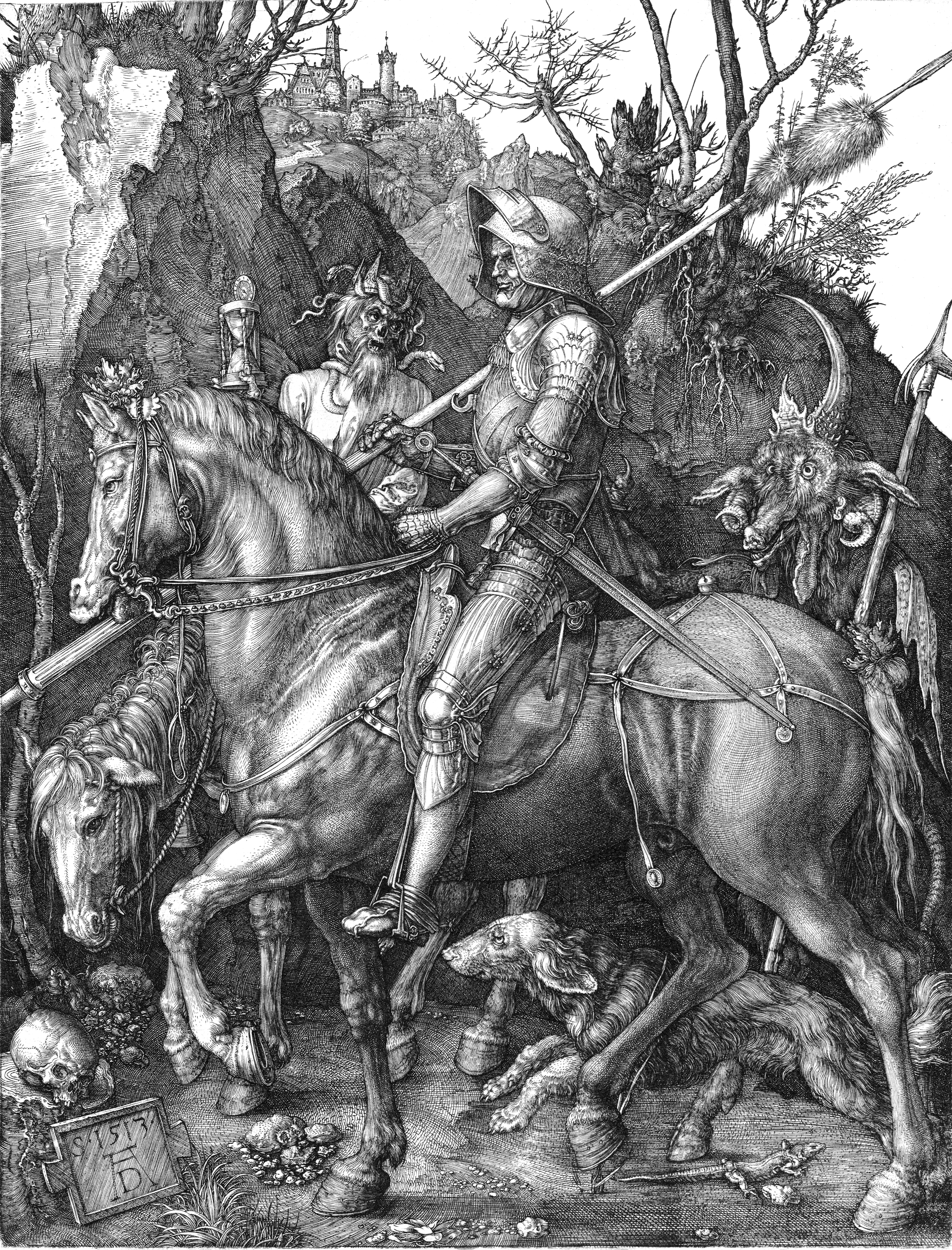
Albrecht Dürer, El cavaller la mort i el diable, 1513
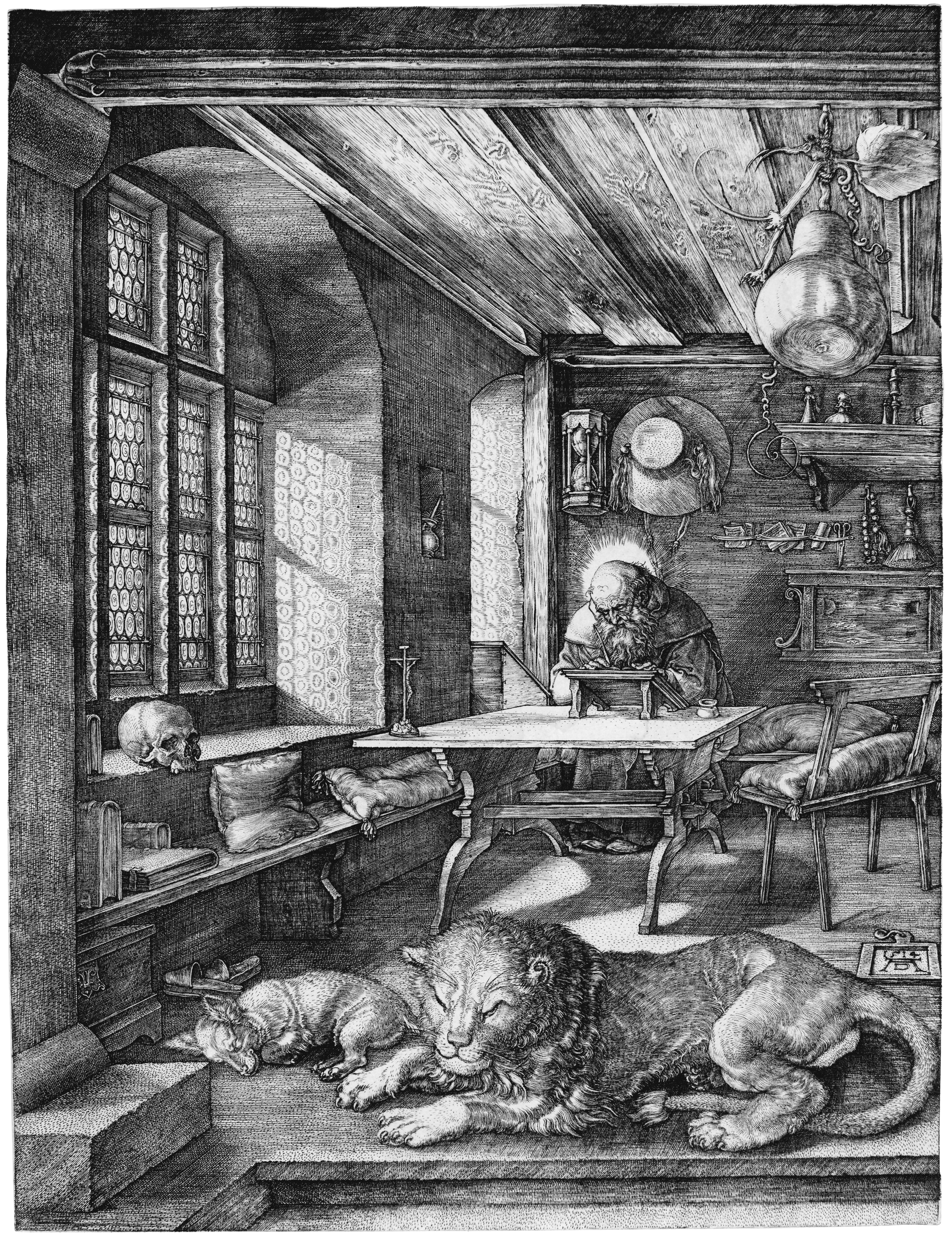
Albrecht Dürer, Sant Jeroni en el seu estudi, 1514
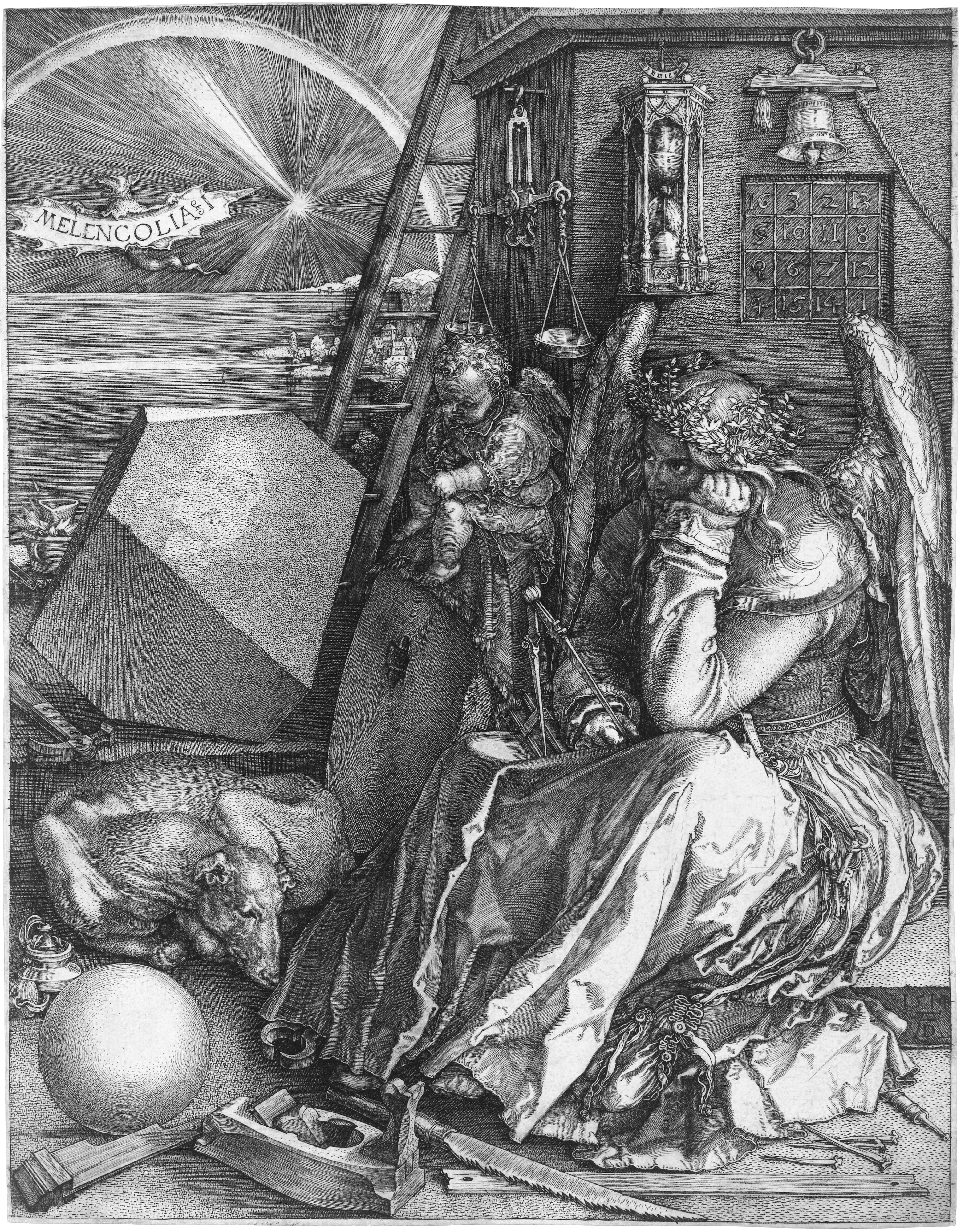
Albrecht Dürer, Malenconia, 1514

Dürer és el mestre d'aquesta tècnica; ni abans ni després s'ha assolit el domini que va mostrar del mitjà. Cal destacar que Dürer d'ofici era rellotger. Les tècniques del burí i l'aiguafort abans de ser utilitzades en el gravat s'utilitzaven per decorar metalls, sobretot armadures.